# Strings VY
strings VYは、日本の映像作家、VJである。 モーショングラフィックやVFXを使用したスピード感のある映像を得意とする。akubiのメンバー。

## 主な監督作品・関連作品

### ミュージックビデオ（監督又はDOP作品）
- リールー「ォ薬」[3][4]
- ORANGE RANGE 「PANTYNA」
- 神史轟く、激情の如く。「不器用HERO」
- SuG - the GAMBLER ティザーCM
- SLAPSLY 「Diary of Life」
- たかやん 「死にたいあなたへ」
- 武瑠 「怠惰」
- K-真 「Faraway」「少し遠くへ」

### ミュージックビデオ（関連作品）
- BUMP OF CHICKEN
- 齋藤飛鳥個人PV
- SKY- HI
- さなり
- 泉まくら

他

### VJ
- the BONEZ
- 加護亜依
- SuG
- 武瑠
- サマーソニック
- sleepyhead 「共存半月」
- cy8er
- shinya(Dir en grey)
- あげいん
- アンフィル

### LIVE作品
- sleepyhead「maltbeat tour 2019」　「endroll tour 2019」
- 八食サマーフェスティバル
- S!N「Trick or Treat」
- SERAH

### CM / web movie
- 土間土間 看板映像制作
- RIZAP OP movie
- インフィニティエージェント採用OP映像
- skyberry WI FI